# Theloderma asperum
Theloderma asperum är en groddjursart som först beskrevs av George Albert Boulenger 1886.  Theloderma asperum ingår i släktet Theloderma och familjen trädgrodor. IUCN kategoriserar arten globalt som livskraftig. Inga underarter finns listade i Catalogue of Life.